# Цілком таємно (сезон 1)
Перший сезон американського науково-фантастичного телесеріалу «Цілком таємно», до якого увійшло 24 серії, стартував 10 вересня 1993 року та тривав до 13 травня 1994. Трансляцію здійснював телеканал Fox. Серіал оповідає історію спеціальних агентів Федерального бюро розслідувань (ФБР) — Фокса Малдера (Девід Духовни) та Дейни Скаллі (Джилліан Андерсон). Головні герої розслідують випадки паранормальних і загадкових явищ, знані як справи з грифом «X».

## Сюжет
Головні герої Малдер і Скаллі розслідують випадки паранормальних і загадкових явищ, знані як справи з грифом «X».

## У ролях

### Головні ролі
- Девід Духовни — Фокс Малдер
- Джилліан Андерсон — Дейна Скаллі

### Другорядні ролі
- Джеррі Гардін[en] — Бездонна горлянка
- Вільям Брюс Девіс — Курець
- Даг Хатчісон — Юджин Віктор Тумс
- Чарльз Чоффі[en] — Скотт Блевінс
- Мітч Піледжі — Волтер Скіннер
- Брюс Гарвуд[en] — Джон Фітцджеральд Байєрс
- Том Брейдвуд — Мелвін Фрогікі
- Дін Гаґлунд[en] — Річард Ленглі
- Захарі Енслі[en] — Біллі Майлз
- Скотт Белліс[en] — Макс Феніг
- Дон С. Девіс — Вільям Скаллі
- Ліндсі Гінтер[en] — Чистильник
- Сара Коскофф — Тереза Немман
- Шейла Ларкен[en] — Маргарет Скаллі

## Епізоди
Епізоди позначені подвійним хрестиком () належать до міфології серіалу.
| № п/п | № в сезоні | Назва                                        | Режисер          | Сценарист                    | Оригінальний показ | Оригінальний показ українською | Код  | Рейтинг |
| --- | ---------- | -------------------------------------------- | ---------------- | ---------------------------- | ------------------ | ------------------------------ | ---- | ------- |
| 1 | 1          | «Pilot » · «Пілот»                           | Роберт Мандель   | Кріс Картер                  | 10 вересня 1993    | TBD                            | 1X79 | 12.0    |
| Спеціальні агенти Малдер та Скаллі вирушать на їхнє перше спільне розслідування — серії смертей, які, як вважає Малдер, є наслідком експериментів інопланетян. |            |                                              |                  |                              |                    |                                |      |         |
| 2 | 2          | «Deep Throat » · «Глибока глотка»            | Данієль Закхейм  | Кріс Картер                  | 17 вересня 1993    | TBD                            | 1X01 | 11.1    |
| Спеціальні агенти розпочинають розслідування можливої змови в Повітряних силах США, попри те, що якийсь незнайомець попереджає Фокса Малдера, щоб він не втручався в цю справу. Малдер підходить занадто близько до правди про позаземне життя, але правда знов вислизає з рук. |            |                                              |                  |                              |                    |                                |      |         |
| 3 | 3          | «Squeeze» «Вузький»                          | Гаррі Лонгстріт  | Глен Морган, Джеймс Вонг     | 24 вересня 1993    | TBD                            | 1X02 | 11.1    |
| Спеціальні агенти розслідують серію вбивств, скоєних злочинцем, який вириває у жертв печінку. Малдер та Скаллі виявляють, що вбивцею є генетичний мутант, який здійснює вбивства кожні 30 років вже протягом 90 років, і йому необхідна людська печінка для підтримання своєї життєдіяльності. |            |                                              |                  |                              |                    |                                |      |         |
| 4 | 4          | «Conduit» «Канал»                            | Даніель Закхейм  | Алекс Ганза, Говард Гордон   | 1 жовтня 1993      | TBD                            | 1X03 | 9.2     |
| На березі озера Окободжі в штаті Айова таємниче яскраве світло спускається з неба та забирає дівчину зі спального мішка, в той час, як її брат Кевін відчайдушно кличе на поміч маму. Спеціальний агент Малдер береться за цю справу, адже дана ситуація схожа з пригодою, яка сталася в дитинстві з його сестрою. |            |                                              |                  |                              |                    |                                |      |         |
| 5 | 5          | «The Jersey Devil» «Диявол із Джерсі»        | Джо Наполітано   | Кріс Картер                  | 8 жовтня 1993      | TBD                            | 1X04 | 10.4    |
| 1993 року Скаллі приходить на роботу та оповідає Малдеру про вбивство бездомного Роджера Крокетта, що відбулося напередодні — на нього напали в лісистій місцині та відгризли руку в передмісті Атлантик-Сіті. Малдер вважає очевидним зв'язок з інцидентом 1947 року, тому агенти рушають у Нью-Джерсі. |            |                                              |                  |                              |                    |                                |      |         |
| 6 | 6          | «Shadows» «Тіні»                             | Майкл Кетлеман   | Глен Морган, Джеймс Вонг     | 22 жовтня 1993     | TBD                            | 1X05 | 8.8     |
| Співробітники неуточненого державного агентства залучають спеціальних агентів Малдера та Скаллі до огляду тіл жертв вбивства. У трупів зламані шийні хребці — за відсутності слідів зовнішнього впливу на шкірі. Малдер робить припущення про використання психокінетичної сили. |            |                                              |                  |                              |                    |                                |      |         |
| 7 | 7          | «Ghost in the Machine» «Привид у комп'ютері» | Джерольд Фрідман | Алекс Ганза, Говард Гордон   | 29 жовтня 1993     | TBD                            | 1X06 | 9.5     |
| Фокса Малдера запрошує допомогти його колишній колега, агент Джеррі Ламана, з яким він разом працював раніше у відділі розслідувань злочинів із насиллям. З допомогою Малдера Ламана сподівається розслідувати смерть Бенджаміна Дрейка, який загинув від потужного електричного розряду при спробі відімкнути двері, що його заблокували у приміщенні. |            |                                              |                  |                              |                    |                                |      |         |
| 8 | 8          | «Ice» «Лід»                                  | Девід Наттер     | Глен Морган, Джеймс Вонг     | 5 листопада 1993   | TBD                            | 1X07 | 10.0    |
| Спеціальні агенти Малдер та Скаллі вирушають до розбитої науковуої станції в північній Алясці для розслідування смерті групи геофізиків, котрі працювали в науковій експедиції «Арктичний лід», організованій урядом США. Дослідження полягало в добуванні зразків льоду, який утворився ще при зародженні людства. |            |                                              |                  |                              |                    |                                |      |         |
| 9 | 9          | «Space» «Космос»                             | Вільям Грем      | Кріс Картер                  | 12 листопада 1993  | TBD                            | 1X08 | 10.7    |
| Спеціальні агенти Малдер та Скаллі запрошені Мішель Дженеро, керуючою зв'язком Центру управління польотами NASA. Мішель переконана, що хтось в NASA саботує спроби запусків шатлів. Нещодавній запуск космічного човника був відкладений лише за секунду до початку, тому Дженеро побоюється, що наступна спроба запуску також буде під загрозою. Окрім того, вона зацікавлена особисто у вдалому запуску — адже під час наступної місії на борту шатла перебуватиме її наречений. |            |                                              |                  |                              |                    |                                |      |         |
| 10 | 10         | «Fallen Angel » · «Грішний янгол»            | Ларрі Шоу        | Говард Гордон, Алекс Ганза   | 19 листопада 1993  | TBD                            | 1X09 | 8.8     |
| Отримавши інформацію від Глибокої глотки, Малдер стає на шляху Міністерства оборони США, співробітники якого здійснюють зачистку місця приземлення НЛО у Вісконсині. Малдер знаходить місце приземлення, однак його хапають вояки. На гауптвахті він зустрічає уфолога-любителя Макса Феніга, якого також схопили неподалік від місця зачистки. Скаллі допомагає Малдеру звільнитися, однак у спеціального агента знову великі неприємності. Після виявлення мертвим Феніга стає зрозуміло, що в уряді є сили, котрі підуть на будь-що, аби вберегти у таємниці існування позаземних цивілізацій. |            |                                              |                  |                              |                    |                                |      |         |
| 11 | 11         | «Eve» «Єва»                                  | Фред Гербер      | Кеннет Біллер, Кріс Бранкато | 10 грудня 1993     | TBD                            | 1X10 | 10.4    |
| Спеціальні агенти Малдер та Скаллі розслідують два однотипні вбивства, котрі здійснені одночасно за 3000 кілометрів одне від одного. Виявляється, що дочки жертв можуть бути результатом таємного проєкту по клонуванню людей, реалізованого урядом. |            |                                              |                  |                              |                    |                                |      |         |
| 12 | 12         | «Fire» «Вогонь»                              | Ларрі Шоу        | Кріс Картер                  | 17 грудня 1993     | TBD                            | 1X11 | 11.1    |
| До Малдера за допомогою звертається його колишня дівчина Фібі Грін, котра стала інспекторкою Скотленд-Ярд — вона розслідує смерті трьох британських політиків внаслідок самовільного загоряння. |            |                                              |                  |                              |                    |                                |      |         |
| 13 | 13         | «Beyond the Sea» «За морем»                  | Девід Наттер     | Глен Морган, Джеймс Вонг     | 7 січня 1994       | TBD                            | 1X12 | 10.8    |
| Викрадені два студенти коледжу, спеціальний агент Фокс Малдер підозрює, що вони мають справу із серійним убивцею. Малдер готовий взятися за справу сам — Скаллі нещодавно втратила батька, однак Дейна наполягає на своїй участі в розслідуванні. |            |                                              |                  |                              |                    |                                |      |         |
| 14 | 14         | «Gender Bender» «Трансвестит»                | Роб Боуман       | Ларрі Барбер, Поль Барбер    | 21 січня 1994      | TBD                            | 1X13 | 11.1    |
| 15 | 15         | «Lazarus» «Лазар»                            | Девід Наттер     | Алекс Ганза, Говард Гордон   | 4 лютого 1994      | TBD                            | 1X14 | 12.1    |
| 16 | 16         | «Young at Heart» «Юний серцем»               | Майкл Ланге      | Скотт Кауфер, Кріс Картер    | 11 лютого 1994     | TBD                            | 1X15 | 11.5    |
| 17 | 17         | «E.B.E. » · «І.Б.І.»                         | Вільям Грем      | Глен Морган, Джеймс Вонг     | 18 лютого 1994     | TBD                            | 1X16 | N/A     |
| 18 | 18         | «Miracle Man» «Чудотворець»                  | Майкл Ланге      | Кріс Картер, Говард Гордон   | 18 березня 1994    | TBD                            | 1X17 | 11.6    |
| 19 | 19         | «Shapes» «Образи»                            | Девід Наттер     | Мерилін Осборн               | 1 квітня 1994      | TBD                            | 1X18 | 11.5    |
| 20 | 20         | «Darkness Falls» «Морок опускається»         | Джо Наполітано   | Кріс Картер                  | 15 квітня 1994     | TBD                            | 1X19 | 12.5    |
| 21 | 21         | «Tooms» «Тумс»                               | Девід Наттер     | Глен Морган, Джеймс Вонг     | 22 квітня 1994     | TBD                            | 1X20 | 13.4    |
| 22 | 22         | «Born Again» «Знову народжений»              | Джерольд Фрідман | Говард Гордон, Алекс Ганза   | 29 квітня 1994     | TBD                            | 1X21 | 13.7    |
| 23 | 23         | «Roland» «Роланд»                            | Девід Наттер     | Кріс Руппенталь              | 6 травня 1994      | TBD                            | 1X22 | 12.5    |
| 24 | 24         | «The Erlenmeyer Flask » · «Колба Ерленмеєра» | Р. В. Гудвін     | Кріс Картер                  | 13 травня 1994     | TBD                            | 1X23 | 14.0    |

## Прийом

### Нагороди та номінації
| Рік  | Нагорода                                 | Категорія                                              | Номінація                              | Результат |
| ---- | ---------------------------------------- | ------------------------------------------------------ | -------------------------------------- | --------- |
| 1994 | «Прайм-тайм премія „Еммі“»               | Найкращий графічний дизайн та дизайн вступної заставки | Джеймс Касл, Брюс Браянт, Керол Йонсен | Перемога  |
| 1994 | «Прайм-тайм премія „Еммі“»               | Найкраща головна музична тема                          | Марк Сноу                              | Номінація |
| 1994 | «Премія Асоціації телевізійних критиків» | Видатні досягнення в драмі                             | «Цілком таємно»                        | Номінація |

## Реліз на DVD
| The X-Files — The Complete First Season                                                                                    | | | | | | | |
| Деталі | Деталі | Деталі | Деталі | Особливості | Особливості | Особливості | Особливості |
| - 24 епізоди - 7 дисків - 1.33:1 співвідношення сторін - Субтитри: англійська, іспанська - Англійська (Dolby 2.0 Surround) | - 24 епізоди - 7 дисків - 1.33:1 співвідношення сторін - Субтитри: англійська, іспанська - Англійська (Dolby 2.0 Surround) | - 24 епізоди - 7 дисків - 1.33:1 співвідношення сторін - Субтитри: англійська, іспанська - Англійська (Dolby 2.0 Surround) | - 24 епізоди - 7 дисків - 1.33:1 співвідношення сторін - Субтитри: англійська, іспанська - Англійська (Dolby 2.0 Surround) | - Документальний фільм «Правда про перший сезон» - Кріс Картер розповідає про 12 епізодів: «Пілот», «Глибока глотка», «Вузький», «Канал», «Лід», «Грішний янгол», «Єва», «За морем», «І. Б. І.», «Морок опускається», «Тумс» та «Колба Ерленмеєра» - Вибрані кліпи спецефектів з «Грішного янгола» - Видалена сцена з «Пілоту» - 11 сцен «Поза правдою» з F/X - 47 телевізійних рекламних роликів - «Паранормальні та Інопланетні викрадення»: Дрібниці та посилання - Перехресне посилання на 24 відгуки - DVD-ROM ігри | - Документальний фільм «Правда про перший сезон» - Кріс Картер розповідає про 12 епізодів: «Пілот», «Глибока глотка», «Вузький», «Канал», «Лід», «Грішний янгол», «Єва», «За морем», «І. Б. І.», «Морок опускається», «Тумс» та «Колба Ерленмеєра» - Вибрані кліпи спецефектів з «Грішного янгола» - Видалена сцена з «Пілоту» - 11 сцен «Поза правдою» з F/X - 47 телевізійних рекламних роликів - «Паранормальні та Інопланетні викрадення»: Дрібниці та посилання - Перехресне посилання на 24 відгуки - DVD-ROM ігри | - Документальний фільм «Правда про перший сезон» - Кріс Картер розповідає про 12 епізодів: «Пілот», «Глибока глотка», «Вузький», «Канал», «Лід», «Грішний янгол», «Єва», «За морем», «І. Б. І.», «Морок опускається», «Тумс» та «Колба Ерленмеєра» - Вибрані кліпи спецефектів з «Грішного янгола» - Видалена сцена з «Пілоту» - 11 сцен «Поза правдою» з F/X - 47 телевізійних рекламних роликів - «Паранормальні та Інопланетні викрадення»: Дрібниці та посилання - Перехресне посилання на 24 відгуки - DVD-ROM ігри | - Документальний фільм «Правда про перший сезон» - Кріс Картер розповідає про 12 епізодів: «Пілот», «Глибока глотка», «Вузький», «Канал», «Лід», «Грішний янгол», «Єва», «За морем», «І. Б. І.», «Морок опускається», «Тумс» та «Колба Ерленмеєра» - Вибрані кліпи спецефектів з «Грішного янгола» - Видалена сцена з «Пілоту» - 11 сцен «Поза правдою» з F/X - 47 телевізійних рекламних роликів - «Паранормальні та Інопланетні викрадення»: Дрібниці та посилання - Перехресне посилання на 24 відгуки - DVD-ROM ігри |
| Дати виходу | | | | | | | |
| Регіон 1 | Регіон 1 | Регіон 2 | Регіон 2 | Регіон 4 | Регіон 4 | | |
| 9 травня 2001 | 9 травня 2001 | 6 листопада 2000 | 6 листопада 2000 | 22 листопада 2000 | 22 листопада 2000 | | |